# دیوید کارپ
دیوید کارپ (به انگلیسی: David Karp) متولد ۶ ژوئیه ۱۹۸۶ در شهر نیویورک، کارآفرین و توسعه دهنده وب در آمریکا است. او مؤسس و مدیر عامل شرکت تامبلر وبگاه پلتفرم وبلاگ‌نویسی است. در سال ۲۰۱۳ یاهو در قبال پرداخت ۱٫۱ میلیارد دلار مالک آن شد. دیوید کارپ، تامبلر را در سال ۲۰۰۷ در آپارتمان مادرش در منهتن به وجود آورد.